# Felicia ovata
Felicia ovata là một loài thực vật có hoa trong họ Cúc. Loài này được (Thunb.) Compton mô tả khoa học đầu tiên năm 1931.